# Hans-Peter Rullmann
Hans-Peter Rullmann, (Hamburg, 1. listopada 1934. – Hamburg, 29. siječnja 2000.), bio je njemački novinar i publicist. Bio je politički zatvorenik u komunističkoj Jugoslaviji te urednik revije Hrvatska domovina u Hamburgu.

## Životopis
Hans-Peter Rullmann rodio se u Hamburgu 1934. godine. Nakon studija ekonomije bio je od 1959. prvo u Ljubljani, a zatim u Beogradu kao dopisnik njemačkih novina (Der Spiegela) i radijskih postaja. 10. ožujka 1970. godine uhićen je zbog navodne vojne špijunaže. 28. rujna iste godine započeo je pred Vojnim sudom u Beogradu proces protiv njega a 6. siječnja 1971. godine osuđen je na šest godina robije. Nakon revizije procesa, u lipnju 1971. godine, oslobođen je i vratio se je u Njemačku. 
Kao slobodni novinar Rullmann izdavao je Ost-Dienst, tromjesečnik koji se bavio problematikom država istočne Europe pod komunizmom (s posebnim osvrtima na Jugoslaviju), a zatim mjesečnik na engleskome jeziku That's Yugoslavia (kasnije That was Yugoslavia: information and facts koja je izlazila od 1987. do 2014. godine).
Kolovoza 1984. osnovao je prvi hamburški regionalni časopis homoseksualaca Die Hamburger Gay Information (HGI).
Rullmann je osnovao i "Njemačko-Hrvatsko Društvo" (Deutsch-kroatischen Gesellschaft e.V.) sa sjedištem u Hamburgu i bio njegovim predsjednikom sve do raspuštanja.
Zbog njegove dugogodišnje predanosti borbi za ljudska prava u ondašnjoj Jugoslaviji i za pravo na samoodređenje naroda u njoj, američki su ga Hrvati listopada 1990. proglasili Hrvatom godine, iako nije bio Hrvat, a grad Los Angeles odlikovao ga je potvrdom o časti.
Još prije priznanja Hrvatske 1991. surađivao je s predsjednikom Odbora za ljudska prava s još nepriznatog Kosova, Ademom Demaqijem.
Godine 1995. okončao je svoju novinarsku karijeru i povukao se u privatnost. Od te iste godine živio je u marokanskom Agadiru.
Umro je u Hamburgu 29. siječnja 2000. godine.

## Djela
Nepotpun popis:
- Tito. Vom Partisan zum Staatsmann, Goldmann, München, 1980.
- Mordauftrag aus Belgrad: Dokumentation über die Belgrader Mordmaschine, Ost-Dienst, Hamburg, 1980.
- Assassinations Commissioned by Belgrade, Ost-Dienst, Hamburg, 1981.
- Lech Walesa. Der sanfte Revolutionär, Goldmann, München, 1981. (2. izd. 1982.)
- Wer sind das--die Kroaten?, Ost-Dienst, Hamburg, 1981.
- Die "Verschwörung": [Kroatische Folterdokumente], Ost-Dienst, Hamburg, 1981.
- Ubojstva naređena iz Beograda: dokazi o jugoslavenskom ubilačkom stroju, Ost-Dienst, Hamburg Toronto Melbourne, 1984.
- Der Fall Demjanjuk - Unschuldiger oder Massenmörder ? Zur Beweislage und zu den politischen Hintergründen des Prozesses in Jerusalem, H. Wild, Sonnenbühl, 1987. (3. izd.)
- Victim of the Holocaust, Unchain, Newark, N.J., 1987.
- Krisenherd Balkan. Jugoslawien zerbricht, Facta Oblita Verlag, Hamburg, 1989.
- Cronicle of terror and homicide exercised by Serbia against Kosovo Albanians, Ost-Dienst, Hamburg, 1990.
- Ubojstva naređena iz Beograda: dokazi o jugoslavenskom ubilačkom stroju, Hrvatska danas, Zagreb, 1991.

## Vanjske poveznice
- Dobroslav Paraga, In memoriam Hans Peter Rullmann, 5. veljače 2000. (njem.)